# Johanna III van Bourgondië
Johanna III van Bourgondië (1 of 2 mei 1308 - 10 of 15 augustus 1347) was van 1330 tot aan haar dood gravin van Bourgondië en Artesië en van 1318 tot aan haar dood hertogin-gemalin van Bourgondië. Ze behoorde tot het huis Capet.

## Levensloop
Johanna III was de oudste dochter van koning Filips V van Frankrijk en gravin Johanna II van Bourgondië. In 1318 huwde ze met hertog Odo IV van Bourgondië, waardoor ze hertogin-gemalin van Bourgondië werd. Ze kregen zes kinderen, van wie er vijf doodgeboren waren of in de kindertijd stierven, met uitzondering van haar zoon Filips (1323-1346).
In 1330 volgde Johanna III haar moeder op als gravin van Bourgondië en Artesië. Ze bleef beide graafschappen besturen tot aan haar dood in 1347. Omdat haar zoon Filips reeds was overleden, werd ze als gravin van Bourgondië en Artesië opgevolgd door haar kleinzoon Filips van Rouvres.
In augustus 1347 overleed Johanna in het kasteel van Montbard. Odo liet haar begraven bij hun zoon Filips, in de abdij van Fontenay.

## Voorouders
| Voorouders van Johanna III van Bourgondië | Voorouders van Johanna III van Bourgondië                                       | Voorouders van Johanna III van Bourgondië                                       | Voorouders van Johanna III van Bourgondië                                       | Voorouders van Johanna III van Bourgondië                                       | Voorouders van Johanna III van Bourgondië                                       | Voorouders van Johanna III van Bourgondië                                       | Voorouders van Johanna III van Bourgondië                                       | Voorouders van Johanna III van Bourgondië                                       |
| ----------------------------------------- | ------------------------------------------------------------------------------- | ------------------------------------------------------------------------------- | ------------------------------------------------------------------------------- | ------------------------------------------------------------------------------- | ------------------------------------------------------------------------------- | ------------------------------------------------------------------------------- | ------------------------------------------------------------------------------- | ------------------------------------------------------------------------------- |
| Overgrootouders                           | Filips III van Frankrijk (1245-1285) ∞ 1262 Isabella van Aragón (1247-1271)     | Filips III van Frankrijk (1245-1285) ∞ 1262 Isabella van Aragón (1247-1271)     | Hendrik I van Navarra (1240-1274) ∞ 1269 Blanca van Artesië (1248-1302)         | Hendrik I van Navarra (1240-1274) ∞ 1269 Blanca van Artesië (1248-1302)         | Hugo van Chalon (1220-1266) ∞ 1236 Adelheid van Bourgondië (1209-1279)          | Hugo van Chalon (1220-1266) ∞ 1236 Adelheid van Bourgondië (1209-1279)          | Robert II van Artesië (1250-1302) ∞ 1262 Amicia van Courtenay (1250-1275)       | Robert II van Artesië (1250-1302) ∞ 1262 Amicia van Courtenay (1250-1275)       |
| Grootouders                               | Filips IV van Frankrijk (1268-1314) ∞ 1284 Johanna I van Navarra (1273-1305)    | Filips IV van Frankrijk (1268-1314) ∞ 1284 Johanna I van Navarra (1273-1305)    | Filips IV van Frankrijk (1268-1314) ∞ 1284 Johanna I van Navarra (1273-1305)    | Filips IV van Frankrijk (1268-1314) ∞ 1284 Johanna I van Navarra (1273-1305)    | Otto IV van Bourgondië (1248-1303) ∞ 1285 Mathilde van Artesië (1270-1329)      | Otto IV van Bourgondië (1248-1303) ∞ 1285 Mathilde van Artesië (1270-1329)      | Otto IV van Bourgondië (1248-1303) ∞ 1285 Mathilde van Artesië (1270-1329)      | Otto IV van Bourgondië (1248-1303) ∞ 1285 Mathilde van Artesië (1270-1329)      |
| Ouders                                    | Filips V van Frankrijk (1293-1332) ∞ 1307 Johanna II van Bourgondië (1291-1330) | Filips V van Frankrijk (1293-1332) ∞ 1307 Johanna II van Bourgondië (1291-1330) | Filips V van Frankrijk (1293-1332) ∞ 1307 Johanna II van Bourgondië (1291-1330) | Filips V van Frankrijk (1293-1332) ∞ 1307 Johanna II van Bourgondië (1291-1330) | Filips V van Frankrijk (1293-1332) ∞ 1307 Johanna II van Bourgondië (1291-1330) | Filips V van Frankrijk (1293-1332) ∞ 1307 Johanna II van Bourgondië (1291-1330) | Filips V van Frankrijk (1293-1332) ∞ 1307 Johanna II van Bourgondië (1291-1330) | Filips V van Frankrijk (1293-1332) ∞ 1307 Johanna II van Bourgondië (1291-1330) |